# Travail de transvasement

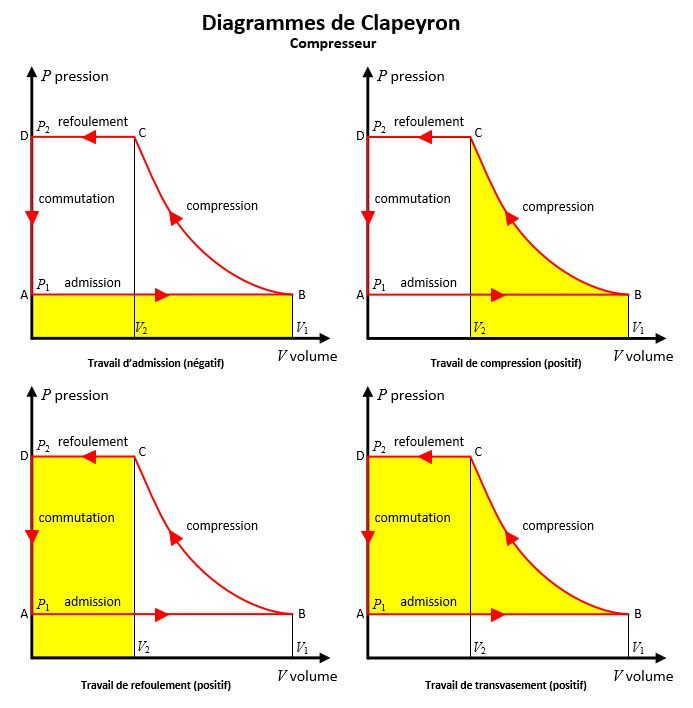
Travail de transvasement d'un compresseur.
Le travail de transvasement est la somme des travaux des diverses étapes du cycle.

En physique, et plus particulièrement en thermodynamique, le travail de transvasement est le travail total des forces de pression échangé entre les éléments mobiles d'une machine (appelée machine de transvasement) et un fluide au cours d'un cycle de la machine. Ce travail tient compte du travail de changement de pression proprement dit (compression ou détente) et des travaux des forces exercées par le fluide à l'admission (entrée) et au refoulement (sortie) de la machine. Il est lié à la variation d'enthalpie du fluide au cours de cette transformation.
Dans un compresseur, le travail de transvasement est le travail consommé pour augmenter la pression d'un gaz. Dans une turbine, le travail de transvasement est le travail produit par la détente d'un gaz. Le travail nécessaire à un compresseur est diminué en refroidissant la machine, celui produit par une turbine est augmenté en la réchauffant. Le rendement de la machine est calculé en comparant le travail technique réel de la machine à un travail calculé au moyen d'un modèle idéal (généralement à un processus polytropique).

## Définition

### Travail de la machine et travail du gaz

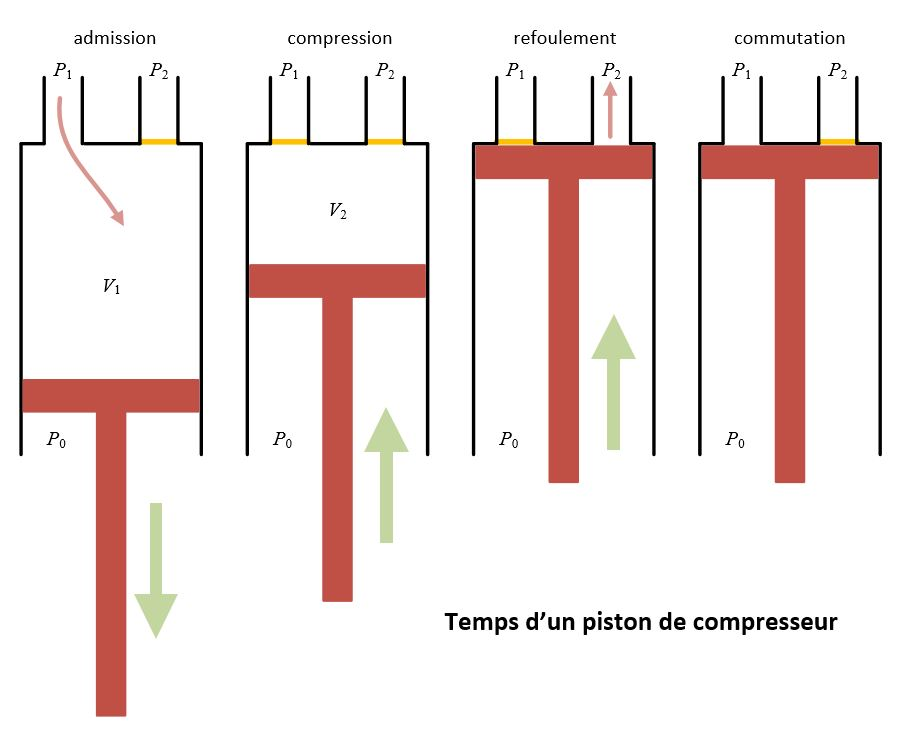
Les quatre temps d'un piston de compresseur.
Les figures représentent les positions du piston en fin de temps (respectivement points,, et du cycle représenté sur la figure précédente). Admission : à pression constante, entrée du gaz dans la machine. Compression : les soupapes sont fermées, le volume diminue et la pression augmente. Refoulement : à pression constante, sortie du gaz. Commutation : à volume nul, inversion des soupapes et des pressions.

Au cours d'un cycle de la machine, une certaine quantité de gaz entre dans la machine (phase d'admission), subit un changement de pression (compression ou détente), puis sort de la machine (refoulement). L'échange d'énergie entre le gaz et la machine n'est pas limité à la seule phase de changement de pression. Le gaz qui entre dans la machine et qui en sort subit les forces dues aux pressions d'admission et de refoulement. Le travail de ces forces est échangé avec la machine.
Dans une machine à piston, celui-ci subit d'un côté la pression exercée par le gaz, de l'autre celle, constante, d'un autre fluide, l'air le plus souvent. On suppose que, lors d'une transformation élémentaire, le volume d'un gaz à la pression {\displaystyle P} varie de {\displaystyle \mathrm {d} V}. Lors de cette transformation, le volume de l'air de l'autre côte du piston, à la pression {\displaystyle P_{\circ }} constante, varie de {\displaystyle -\mathrm {d} V}. Au cours d'un cycle complet de la machine, le travail du gaz et le travail de l'air valent donc respectivement :
{\displaystyle W_{\text{gaz}}=-\oint P\,\mathrm {d} V}
{\displaystyle W_{\text{air}}=\oint P_{\circ }\,\mathrm {d} V}
Dans une machine idéale, les forces exercées par le gaz et l'air échangent avec le piston au cours d'un cycle complet un travail total égal à :
{\displaystyle W_{\text{machine}}^{\text{idéal}}=W_{\text{gaz}}+W_{\text{air}}=-\oint \left(P-P_{\circ }\right)\,\mathrm {d} V}
À la fin du cycle, le piston revient à sa position initiale. Si l'air occupe dans le piston le volume {\displaystyle V_{\circ }} au début du cycle, il occupe donc ce même volume en fin de cycle. Puisque la pression {\displaystyle P_{\circ }} est constante, le travail total délivré par l'air au cours du cycle est nul :
{\displaystyle W_{\text{air}}=P_{\circ }\,\oint \mathrm {d} V=P_{\circ }\,\int _{V_{\circ }}^{V_{\circ }}\mathrm {d} V=0}
Ainsi, de façon générale, le travail idéal de la machine ne dépend que du travail du gaz :
{\displaystyle W_{\text{machine}}^{\text{idéal}}=W_{\text{gaz}}}
Dans une machine réelle, une partie du travail moteur est dissipée en chaleur {\displaystyle Q_{\text{irréversible}}>0} par les forces de frottement mécanique et de viscosité du gaz, etc. À travail {\displaystyle W_{\text{gaz}}} du gaz égal, un compresseur réel nécessite plus de travail qu'un compresseur idéal, soit {\displaystyle W_{\text{machine}}=W_{\text{machine}}^{\text{idéal}}+Q_{\text{irréversible}}}, et une turbine réelle délivre moins de travail (en valeur absolue) qu'une turbine idéale, soit {\displaystyle {\bigg |}W_{\text{machine}}{\bigg |}={\bigg |}W_{\text{machine}}^{\text{idéal}}{\bigg |}-Q_{\text{irréversible}}}, d'où :
- dans un compresseur la machine fournit un travail au gaz, qui n'en reçoit qu'une partie : {\displaystyle 0<W_{\text{gaz}}<W_{\text{machine}}} ;
- dans une turbine le gaz fournit un travail à la machine, qui n'en reçoit qu'une partie : {\displaystyle W_{\text{gaz}}<W_{\text{machine}}<0}.

Le rendement permet d'estimer l'efficacité de la machine :
- pour un compresseur : {\displaystyle \eta ^{\text{C}}={W_{\text{gaz}} \over W_{\text{machine}}}} ;
- pour une turbine : {\displaystyle \eta ^{\text{T}}={W_{\text{machine}} \over W_{\text{gaz}}}}.

Si la machine est idéale, le rendement vaut 1 : tout le travail produit est utilisable. Dans une machine réelle, le rendement est inférieur à 1 : une partie du travail produit n'est pas récupérable.

### Bilan énergétique d'un cycle de la machine

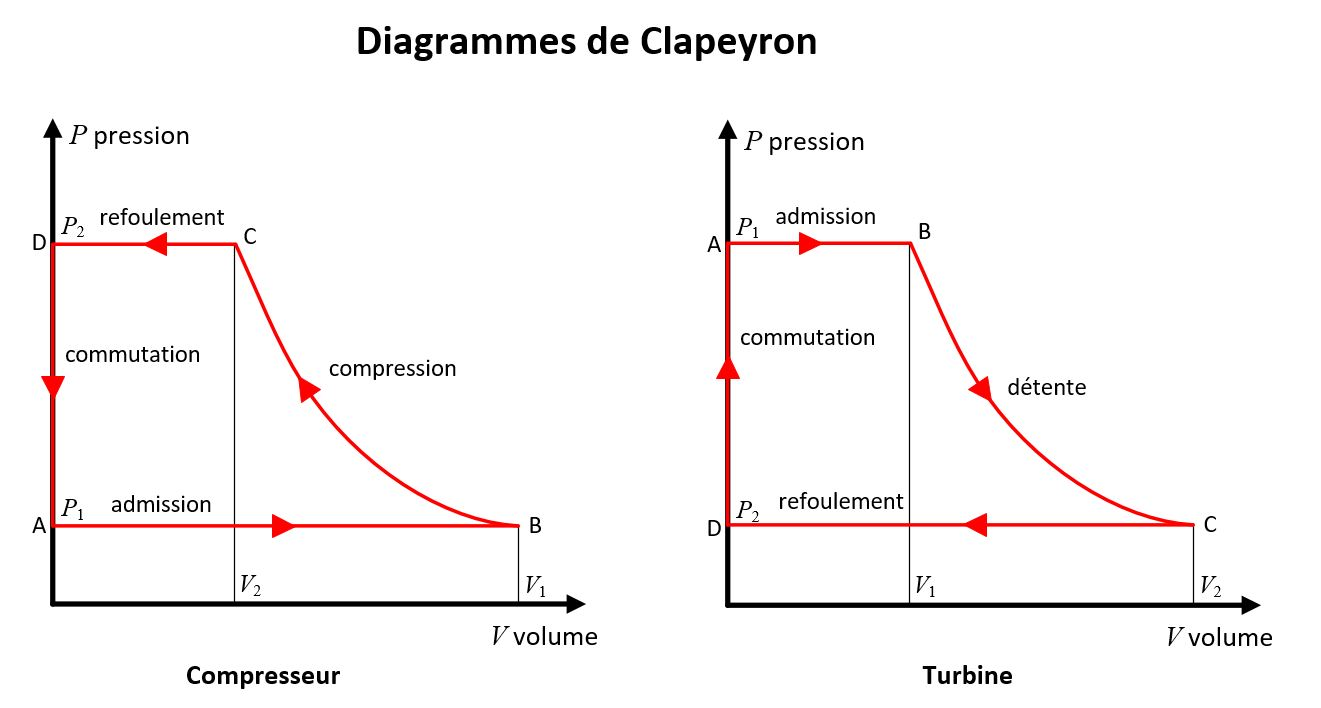
Cycles d'un compresseur et d'une turbine dans des diagrammes de Clapeyron.
Le cycle du compresseur s'effectue dans le sens antihoraire : le travail est positif, la machine nécessite de l'énergie. Le cycle de la turbine s'effectue dans le sens horaire : le travail est négatif, la machine produit de l'énergie.

La machine est un système ouvert, qui échange de la matière avec son extérieur par ses tuyauteries d'admission et de refoulement. À tout instant du cycle, une variation élémentaire de l'énergie interne {\displaystyle U} du gaz dans le piston vaut :
{\displaystyle \mathrm {d} U=-P\,\mathrm {d} V+T\,\mathrm {d} S+\mu \,\mathrm {d} n}
avec {\displaystyle T} la température, {\displaystyle S} l'entropie, {\displaystyle \mu } le potentiel chimique, {\displaystyle n} la quantité de gaz mise en jeu dans la machine.
Le théorème d'Euler permet d'intégrer selon les variables extensives de {\displaystyle U} :
{\displaystyle U=-PV+TS+\mu \,n}
Le cycle de la machine correspond à un aller-retour du piston. Au départ du cycle (point {\displaystyle {\mathsf {A}}} du diagramme ci-contre), le piston est vide. En l'absence de matière dans le piston, l'énergie interne du gaz en ce point est nulle :
{\displaystyle U_{\mathsf {A}}=0}
Admission
À l'admission, entre les points {\displaystyle {\mathsf {A}}} et {\displaystyle {\mathsf {B}}}, une quantité {\displaystyle n} de gaz, correspondant à un volume {\displaystyle V_{1}}, entre dans la machine à la pression constante {\displaystyle P_{1}}. On considère que cette opération est adiabatique. Le travail d'admission vaut :
Ce travail est négatif : le gaz qui entre dans la machine perd cette énergie en repoussant le piston. Cette énergie est gagnée par la machine. Dans un compresseur ce travail diminue le travail à fournir à la machine ; dans une turbine, il augmente le travail récupérable.
Au point {\displaystyle {\mathsf {B}}} l'énergie interne du gaz dans le piston vaut :
{\displaystyle U_{\mathsf {B}}=-P_{1}V_{1}+T_{1}S_{1}+\mu _{1}n}
Compression ou détente
Lors de la phase de compression ou de détente proprement dite, entre les points {\displaystyle {\mathsf {B}}} et {\displaystyle {\mathsf {C}}}, les soupapes d'admission et de refoulement du piston sont fermées : le système est fermé, il n'échange pas de matière avec l'extérieur. En vertu du premier principe de la thermodynamique :
{\displaystyle Q} est la chaleur échangée entre la machine et le gaz lors de cette phase. Le volume de gaz est modifié de {\displaystyle V_{1}} à {\displaystyle V_{2}}. La machine et le gaz échangent le travail de compression ou de détente :
Ce travail est positif pour un compresseur : le gaz reçoit de l'énergie, la machine la perd. Il est négatif pour une turbine : le gaz perd de l'énergie, la machine la reçoit.
Au point {\displaystyle {\mathsf {C}}} l'énergie interne du gaz dans le piston vaut :
{\displaystyle U_{\mathsf {C}}=-P_{2}V_{2}+T_{2}S_{2}+\mu _{2}n}
Refoulement
Au refoulement, entre les points {\displaystyle {\mathsf {C}}} et {\displaystyle {\mathsf {D}}}, la quantité {\displaystyle n} de gaz, correspondant à un volume {\displaystyle V_{2}}, sort de la machine à la pression constante {\displaystyle P_{2}}. On considère que cette opération est adiabatique. Le travail de refoulement vaut :
Ce travail est positif : le gaz reçoit cette énergie fournie par la machine pour l'expulser. Dans un compresseur ce travail augmente le travail à fournir à la machine ; dans une turbine, il diminue le travail récupérable.
En l'absence de matière dans le piston, l'énergie interne du gaz au point {\displaystyle {\mathsf {D}}} est nulle :
{\displaystyle U_{\mathsf {D}}=0}
Commutation
Le cycle du gaz se termine par un changement de pression à volume nul, entre les points {\displaystyle {\mathsf {D}}} et {\displaystyle {\mathsf {A}}}. En l'absence de matière dans le piston, l'énergie interne de celui-ci ne varie pas. Le travail de commutation est nul :
Le cycle est revenu au point {\displaystyle {\mathsf {A}}} et peut recommencer.
Bilan global du cycle
Le bilan énergétique d'un cycle complet de la machine donne :
{\displaystyle \left[U_{\mathsf {B}}-U_{\mathsf {A}}\right]_{\text{admission}}+\left[U_{\mathsf {C}}-U_{\mathsf {B}}\right]_{{\text{compression}} \atop {\text{ou détente}}}+\left[U_{\mathsf {D}}-U_{\mathsf {C}}\right]_{\text{refoulement}}+\left[U_{\mathsf {A}}-U_{\mathsf {D}}\right]_{\text{commutation}}=0}
{\displaystyle \left[-P_{1}V_{1}+T_{1}S_{1}+\mu _{1}n-0\right]+\left[W+Q\right]+\left[0+P_{2}V_{2}-T_{2}S_{2}-\mu _{2}n\right]+\left[0-0\right]=0}
On pose l'enthalpie {\displaystyle H=U+PV} :
{\displaystyle H_{\mathsf {B}}=U_{\mathsf {B}}+P_{1}V_{1}=T_{1}S_{1}+\mu _{1}n}
{\displaystyle H_{\mathsf {C}}=U_{\mathsf {C}}+P_{2}V_{2}=T_{2}S_{2}+\mu _{2}n}
Le bilan énergétique du cycle donne :

### Travail de transvasement
Le travail de transvasement est le total du travail que le gaz échange avec la machine durant un cycle complet, :
{\displaystyle W_{\text{tr}}=-\oint P\,\mathrm {d} V=W_{\mathsf {AB}}+W_{\mathsf {BC}}+W_{\mathsf {CD}}+W_{\mathsf {DA}}=-P_{1}V_{1}-\int _{V_{1}}^{V_{2}}P\,\mathrm {d} V+P_{2}V_{2}+0}
On définit le travail de transvasement :
| Travail de transvasement {\displaystyle W_{\text{tr}}=W+P_{2}V_{2}-P_{1}V_{1}} |

avec {\displaystyle W=-\int _{V_{1}}^{V_{2}}P\,\mathrm {d} V} le travail de compression ou de détente proprement dit. On a également :
{\displaystyle W_{\text{tr}}=-\int _{V_{1}}^{V_{2}}P\,\mathrm {d} V+\int _{P_{1}V_{1}}^{P_{2}V_{2}}\mathrm {d} \left(PV\right)}
L'intégration par parties donne l'expression générale du travail de transvasement, :
| Travail de transvasement {\displaystyle W_{\text{tr}}=\int _{P_{1}}^{P_{2}}V\,\mathrm {d} P} |

Le travail de transvasement est positif pour un compresseur : le gaz reçoit cette énergie fournie par la machine. Il est négatif pour une turbine : le gaz perd cette énergie récupérée par la machine. Le travail de transvasement élémentaire vaut :
Les variations d'énergie interne {\displaystyle U} et d'enthalpie {\displaystyle H} entre les points {\displaystyle {\mathsf {B}}} et {\displaystyle {\mathsf {C}}} valent, :
soit, en termes élémentaires :
{\displaystyle \mathrm {d} U=-P\,\mathrm {d} V+T\,\mathrm {d} S=\delta W+\delta Q}
{\displaystyle \mathrm {d} H=V\,\mathrm {d} P+T\,\mathrm {d} S=\delta W_{\text{tr}}+\delta Q}
Note
Dans la littérature, le travail de transvasement est parfois défini par la somme des seuls termes d'admission et de refoulement, : {\displaystyle W_{\text{tr}}=P_{2}V_{2}-P_{1}V_{1}}. Le travail de transvasement est alors appelé travail utile,, noté {\displaystyle W_{\text{u}}}, avec {\displaystyle W_{\text{u}}=W+W_{\text{tr}}}.

## Application

### Travail polytropique
Soit un gaz parfait subissant une transformation polytropique entre les points {\displaystyle \left(P_{1},v_{1},T_{1}\right)} et {\displaystyle \left(P_{2},v_{2},T_{2}\right)}, avec {\displaystyle v} le volume massique. Le processus répond aux deux équations suivantes :
- loi des gaz parfaits : {\displaystyle {P_{1}v_{1} \over T_{1}}={P_{2}v_{2} \over T_{2}}={Pv \over T}=r} ;
- loi polytropique : {\displaystyle P_{1}{v_{1}}^{k}=P_{2}{v_{2}}^{k}=Pv^{k}=K={\text{constante}}} ou {\displaystyle {T_{1}}^{k}{P_{1}}^{1-k}={T_{2}}^{k}{P_{2}}^{1-k}=T^{k}P^{1-k}=K^{\prime }={\text{constante}}^{\prime }}.

Pour un compresseur comme pour une turbine {\displaystyle k\geq 1}. En particulier :
- {\displaystyle k=1} pour un processus isotherme (à température constante) ;
- {\displaystyle k<\gamma } pour une compression avec refroidissement ou une détente avec réchauffement ;
- {\displaystyle k=\gamma } pour un processus isentropique (adiabatique réversible[9]) ; {\displaystyle \gamma } est le coefficient de Laplace (cf. la loi de Laplace) ;
- {\displaystyle k>\gamma } pour une compression avec réchauffement ou une détente avec refroidissement.

Pour un compresseur {\displaystyle P_{1}<P_{2}} et {\displaystyle T_{1}<T_{2}}. Pour une turbine {\displaystyle P_{1}>P_{2}} et {\displaystyle T_{1}>T_{2}}. On note le taux de compression, ou de détente :
Ce taux est supérieur à 1 pour un compresseur et inférieur à 1 pour une turbine. La loi polytropique donne {\displaystyle T_{2}=T_{1}\delta ^{k-1 \over k}}.
Le travail de compression ou de détente massique proprement dit vaut :
{\displaystyle w=-\int _{v_{1}}^{v_{2}}P\,\mathrm {d} v}
Le travail de transvasement massique vaut :
{\displaystyle w_{\text{tr}}=\int _{P_{1}}^{P_{2}}v\,\mathrm {d} P}
Pour une transformation isotherme ({\displaystyle k=1}), à la température {\displaystyle T_{1}=T_{2}} constante :
{\displaystyle {\begin{aligned}w&=w_{T}=-\int _{v_{1}}^{v_{2}}rT_{1}\,{\mathrm {d} v \over v}=-rT_{1}\,\ln \!\left({v_{2} \over v_{1}}\right)\\&=rT_{1}\,\ln \delta \end{aligned}}}
{\displaystyle w_{\text{tr}}=w_{{\text{t}}T}=\int _{P_{1}}^{P_{2}}rT_{1}\,{\mathrm {d} P \over P}=rT_{1}\,\ln \!\left({P_{2} \over P_{1}}\right)}
D'où le travail de transvasement isotherme, :
Pour une transformation non isotherme ({\displaystyle k>1}) :
{\displaystyle {\begin{aligned}w&=w_{\text{p}}=-\int _{v_{1}}^{v_{2}}{K \over v^{k}}\,\mathrm {d} v=-{K \over 1-k}\,\left({v_{2}}^{1-k}-{v_{1}}^{1-k}\right)={1 \over k-1}\,\left(P_{2}v_{2}-P_{1}v_{1}\right)={1 \over k-1}r\,\left(T_{2}-T_{1}\right)\\&={1 \over k-1}rT_{1}\,\left(\delta ^{k-1 \over k}-1\right)\end{aligned}}}
{\displaystyle w_{\text{tr}}=w_{\text{tp}}=\int _{v_{1}}^{v_{2}}v\,\mathrm {d} \!\left({K \over v^{k}}\right)=-kK\,\int _{v_{1}}^{v_{2}}{\mathrm {d} v \over v^{k}}=-{kK \over 1-k}\,\left({v_{2}}^{1-k}-{v_{1}}^{1-k}\right)={k \over k-1}\,\left(P_{2}v_{2}-P_{1}v_{1}\right)}
D'où le travail de transvasement polytropique, :
Ainsi, quel que soit {\displaystyle k\geq 1}, on a {\displaystyle w_{\text{tr}}=k\,w} et, en valeur absolue, {\displaystyle |w_{\text{tr}}|\geq |w|} : le travail à fournir à un compresseur est toujours plus grand que le travail à fournir pour la seule compression, et le travail produit par une turbine est toujours plus grand que le seul travail de détente.
Soit la température que l'on obtiendrait par un processus isentropique (donc adiabatique réversible), avec {\displaystyle k=\gamma } l'indice adiabatique :
Le travail produit par un transvasement isentropique vaut :
Dans une machine adiabatique (sans échange de chaleur avec l'extérieur, calorifugée ou frigorifugée), la chaleur créée par l'irréversibilité du processus est intégralement transférée au gaz : la transformation est adiabatique irréversible. Le travail vaut :
Une transformation polytropique étant réversible par définition, la transformation adiabatique irréversible n'est pas polytropique. Cependant, son point initial et son point final étant respectivement les points d'entrée et de sortie de la machine, elle permet un calcul approché correct du travail de la plupart des machines adiabatiques réelles.

### Optimisation d'une machine de transvasement
L'étude du travail de transvasement polytropique montre que, pour un taux {\displaystyle \delta } et une température d'admission {\displaystyle T_{1}} constants, avec {\displaystyle k\geq 1} :
Pour un compresseur {\displaystyle \delta >1}, la température de refoulement {\displaystyle T_{2}=T_{1}\delta ^{k-1 \over k}} est supérieure à la température d'admission {\displaystyle T_{1}}. Le travail de transvasement diminue avec la température de refoulement (avec {\displaystyle k}). Le refroidissement d'un compresseur ({\displaystyle k<\gamma }) permet donc de diminuer le travail à fournir. Le réchauffement d'un compresseur ({\displaystyle k>\gamma }) est par conséquent sans intérêt. Cependant, les forces de frottement mécanique et la viscosité du gaz rendent le processus naturellement irréversible : une partie du travail est dégradé en chaleur et un compresseur subit nécessairement un réchauffement qui doit être minimisé lors de la conception de la machine. Un coefficient {\displaystyle k>\gamma } est obtenu en l'absence de refroidissement ou en cas de refroidissement insuffisant de la machine.
Pour une turbine {\displaystyle \delta <1}, la température de refoulement {\displaystyle T_{2}=T_{1}\delta ^{k-1 \over k}} est inférieure à la température d'admission {\displaystyle T_{1}}. La valeur absolue du travail de transvasement augmente avec la température de refoulement (avec {\displaystyle k}). Le réchauffement d'une turbine permet donc d'augmenter le travail récupéré. Le refroidissement d'une turbine ({\displaystyle k>\gamma }) est par conséquent sans intérêt, excepté dans le cas particulier où des conditions de tenue des matériaux doivent être respectées. Une turbine subit naturellement un réchauffement dû à l'irréversibilité du processus. Le réchauffement volontaire est peu fréquent, car il est économiquement et techniquement plus facile de refroidir un compresseur que de réchauffer une turbine.
L'échange de chaleur peut s'effectuer de façon continue pendant l'opération de changement de pression, par exemple via les parois internes de la machine en contact avec le gaz parcourues par un fluide frigoporteur ou caloporteur. Dans certains compresseurs, une fraction de liquide (huile ou gaz liquéfié) est injectée dans le flux entrant. Le réchauffement, voire l'évaporation, de ce liquide dans la machine absorbe une partie de la chaleur dégagée par le processus de compression.
Pour un compresseur comme pour une turbine, le processus optimal est isotherme ({\displaystyle k=1}) : un compresseur consomme un minimum de travail, une turbine en produit un maximum.

### Rendement d'une machine de transvasement
Soit {\displaystyle {\dot {W}}_{\text{t}}} la puissance (en watts, W) que la machine consomme (pour un compresseur) ou délivre (pour une turbine) en opérant un débit massique de gaz {\displaystyle {\dot {m}}} (en kilogrammes par seconde, kg/s). Le travail technique massique {\displaystyle w_{\text{t}}} (en joules par kilogramme, J/kg) est le travail consommé ou produit par l'opération d'un kilogramme de gaz :
Ce travail est positif pour un compresseur (un compresseur reçoit du travail), négatif pour une turbine (une turbine produit du travail).
Dans une machine idéale la transformation est réversible, tout le travail est utilisable : {\displaystyle w_{\text{t}}=w_{\text{tr}}}, le travail de transvasement massique. Dans une machine réelle la transformation est irréversible, car une partie du travail est dégradée en chaleur. Un compresseur réel consomme plus de travail qu'un compresseur idéal. Une turbine réelle produit moins de travail qu'une turbine idéale. Par définition, une transformation polytropique est réversible. On peut donc comparer la transformation réelle (irréversible sur un gaz réel) à une transformation polytropique (réversible sur un gaz parfait) produisant les mêmes conditions de refoulement à partir des mêmes conditions d'admission.
Soient les conditions réelles de fonctionnement, mesurées aux bornes de la machine :
- {\displaystyle P_{1},\,T_{1}} à l'admission (entrée) ;
- {\displaystyle P_{2},\,T_{2}} au refoulement (sortie).

La transformation polytropique associée à la transformation réelle suit la relation : {\displaystyle {T_{1}}^{k}{P_{1}}^{1-k}={T_{2}}^{k}{P_{2}}^{1-k}}. On peut ainsi calculer l'indice polytropique, :
L'indice polytropique d'une machine réelle est toujours supérieur à 1, cette valeur correspondant à une transformation isotherme ({\displaystyle T_{1}=T_{2}}). 
On définit le rendement polytropique de la machine par :
Le rendement est une grandeur comprise entre 0 et 1. Plus il tend vers 1, plus la machine est idéale : moins un compresseur dissipe de travail en le transférant au gaz, plus une turbine récupère de travail produit par le gaz.
Pour un compresseur refroidi ou une turbine réchauffée ({\displaystyle 1<k<\gamma } dans les deux cas), le travail réel est également comparé au travail isotherme :
Dans une machine adiabatique (sans échange de chaleur avec l'extérieur), la chaleur créée par le processus est entièrement transférée au gaz, et la température {\displaystyle T_{2}} réelle de sortie est nécessairement supérieure à la température {\displaystyle T_{3}} isentropique. L'indice polytropique vaut {\displaystyle k>\gamma } pour un compresseur et {\displaystyle 1<k<\gamma } pour une turbine. Le rendement isentropique (ou adiabatique) est défini par le rapport entre le travail isentropique et le travail adiabatique irréversible,,, :
Dans le cas d'un compresseur à refroidissement continu ({\displaystyle k<\gamma }) on obtient {\displaystyle \eta _{\text{s}}^{\text{C}}>1}, ce rendement n'est pas pertinent.

### Machines étagées

Animation de principe d'un compresseur axial étagé. L'admission se situe à gauche, le refoulement à droite. Un étage du compresseur (il y en a quatre ici) comporte un rang d'aubes mobiles du rotor suivi d'un rang d'aubes fixes du stator.

Une machine étagée est composée de plusieurs étages successifs de changement de pression. On suppose que chacun de ces étages met en œuvre une transformation élémentaire adiabatique irréversible dont le point initial et le point final sont sur la courbe polytropique {\displaystyle T^{k}P^{1-k}=K}, l'indice {\displaystyle k} étant le même pour tous les étages (avec {\displaystyle k>\gamma } pour un compresseur et {\displaystyle 1<k<\gamma } pour une turbine).
Dans un étage mettant en œuvre une variation de pression {\displaystyle \mathrm {d} P}, la variation de température vaut :
{\displaystyle \mathrm {d} T_{\text{p}}={k-1 \over k}T\,{\mathrm {d} P \over P}}
Les deux points {\displaystyle \left(P,\,T\right)} d'entrée d'étage et {\displaystyle \left(P+\mathrm {d} P,\,T+\mathrm {d} T_{\text{p}}\right)} de sortie d'étage sont sur la courbe polytropique ; le travail adiabatique irréversible de l'étage vaut :
{\displaystyle \delta w_{\text{tq}}={\gamma  \over \gamma -1}r\,\mathrm {d} T_{\text{p}}}
À partir du même point d'entrée, la même variation de pression dans une transformation isentropique donne une variation de température égale à :
{\displaystyle \mathrm {d} T_{\text{s}}={\gamma -1 \over \gamma }T\,{\mathrm {d} P \over P}}
Le point {\displaystyle \left(P+\mathrm {d} P,\,T+\mathrm {d} T_{\text{s}}\right)} n'est pas sur la courbe polytropique ; le travail isentropique élémentaire vaut :
{\displaystyle \delta w_{\text{ts}}={\gamma  \over \gamma -1}r\,\mathrm {d} T_{\text{s}}}
On définit le rendement d'étage par le rapport des travaux élémentaires :
Dans le cas des machines adiabatiques, le travail réel est assimilable au travail adiabatique irréversible, soit {\displaystyle w_{\text{t}}=w_{\text{tq}}}, et par conséquent :
{\displaystyle \eta _{\text{p}}^{\text{C}}={w_{\text{tp}} \over w_{\text{tq}}}={\gamma -1 \over \gamma }{k \over k-1}=\eta _{\text{e}}^{\text{C}}}
Pour une turbine on a également {\displaystyle \eta _{\text{p}}^{\text{T}}=\eta _{\text{e}}^{\text{T}}}. Ainsi, dans une machine adiabatique composée d'un grand nombre d'étages, le rendement polytropique donne accès au rendement isentropique moyen des différents étages.

### Échange de chaleur fractionné

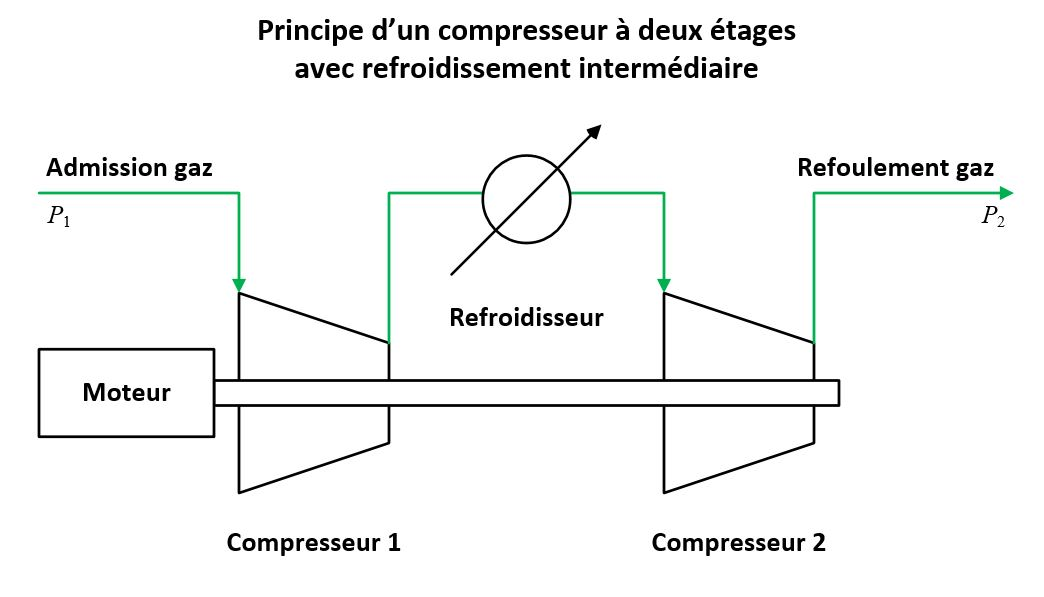
Compresseur à deux étages avec refroidissement intermédiaire.
Le gaz entre dans un premier étage de compression. En sortie de cet étage, il est refroidi avant d'entrer dans le second étage de compression. La machine a un taux de compression global. Dans une machine optimisée, les deux étages ont le même taux de compression, les températures d'entrée des deux étages sont égales ainsi que leurs températures de sortie.

Soit une machine composée de {\displaystyle {\mathfrak {n}}} étages de changement de pression et de {\displaystyle {\mathfrak {n}}-1} échangeurs de chaleur intermédiaires. L'échange de chaleur est ainsi fractionné en plusieurs étages distincts des étages de changement de pression.
On suppose que chaque étage de changement de pression met en œuvre une transformation adiabatique irréversible, soit {\displaystyle k>\gamma } pour un compresseur et {\displaystyle 1<k<\gamma } pour une turbine. On suppose également que le coefficient {\displaystyle k} est le même pour tous les étages : le rendement d'étage {\displaystyle \eta _{\text{e}}} est donc le même pour tous les étages. En sortie de chaque étage, hormis le dernier, l'échangeur permet de ramener la température au niveau de la température d'entrée de l'étage, par refroidissement pour un compresseur, par réchauffement pour une turbine. En notant {\displaystyle T_{1i}} la température d'entrée de l'étage {\displaystyle i} :
La loi polytropique sur un étage donne {\displaystyle {T_{2i}}^{k}{P_{2i}}^{1-k}={T_{1i}}^{k}{P_{1i}}^{1-k}}. Le travail adiabatique irréversible de l'étage {\displaystyle i} vaut :
{\displaystyle w_{{\text{tq}}i}={\gamma  \over \gamma -1}r\left(T_{2i}-T_{1i}\right)={\gamma  \over \gamma -1}rT_{1}\left({\delta _{i}}^{k-1 \over k}-1\right)}
avec {\displaystyle \delta _{i}={P_{2i} \over P_{1i}}} le taux de compression de l'étage. Aux pertes de charge dans les échangeurs près, la pression d'entrée d'un étage est égale à la pression de sortie de l'étage précédent, {\displaystyle P_{1i}=P_{2\left(i-1\right)}}. Le travail technique total de la machine est la somme des travaux de tous les étages. Il est optimal (minimal) si le taux de compression est le même pour tous les étages, d'où, :
Les pressions de sortie d'étage suivent donc une progression géométrique et les températures de sortie d'étage sont toutes égales. Par conséquent, le travail est le même pour tous les étages et le travail technique total vaut, :
La relation polytropique {\displaystyle T_{1}\delta ^{k-1 \over {\mathfrak {n}}k}=T_{2}} donne le coefficient polytropique :
Dans un compresseur {\displaystyle \ln \delta } et {\displaystyle \ln \!\left(T_{2}/T_{1}\right)} sont positifs, ils sont négatifs dans une turbine. Le rapport {\displaystyle T_{2}/T_{1}} est contraint par le nombre d'étages. Dans un compresseur, {\displaystyle k>\gamma } et {\displaystyle \ln \delta -{\mathfrak {n}}\,\ln \!\left(T_{2}/T_{1}\right)\geq 0} donnent :
Dans une turbine, {\displaystyle 1<k<\gamma } donne :
Pour un compresseur comme pour une turbine, un nombre d'étages {\displaystyle {\mathfrak {n}}} infini permettrait, en théorie, d'atteindre une transformation isotherme, optimale.
Une machine multiétage peut être comparée à une machine monoétage produisant le même taux de compression {\displaystyle \delta } et associée à une transformation polytropique de même indice {\displaystyle k}. Cette comparaison est effectuée en calculant le rapport de leurs travaux :
L'efficacité {\displaystyle {\rm {e}}_{\text{f}}} est un nombre supérieur à 1. Plus le nombre d'étages {\displaystyle {\mathfrak {n}}} est élevé, plus l'efficacité est grande. Ainsi, plus la machine est étagée, plus elle est efficace en comparaison avec une machine monoétage : un compresseur nécessite moins de travail, une turbine en produit plus.

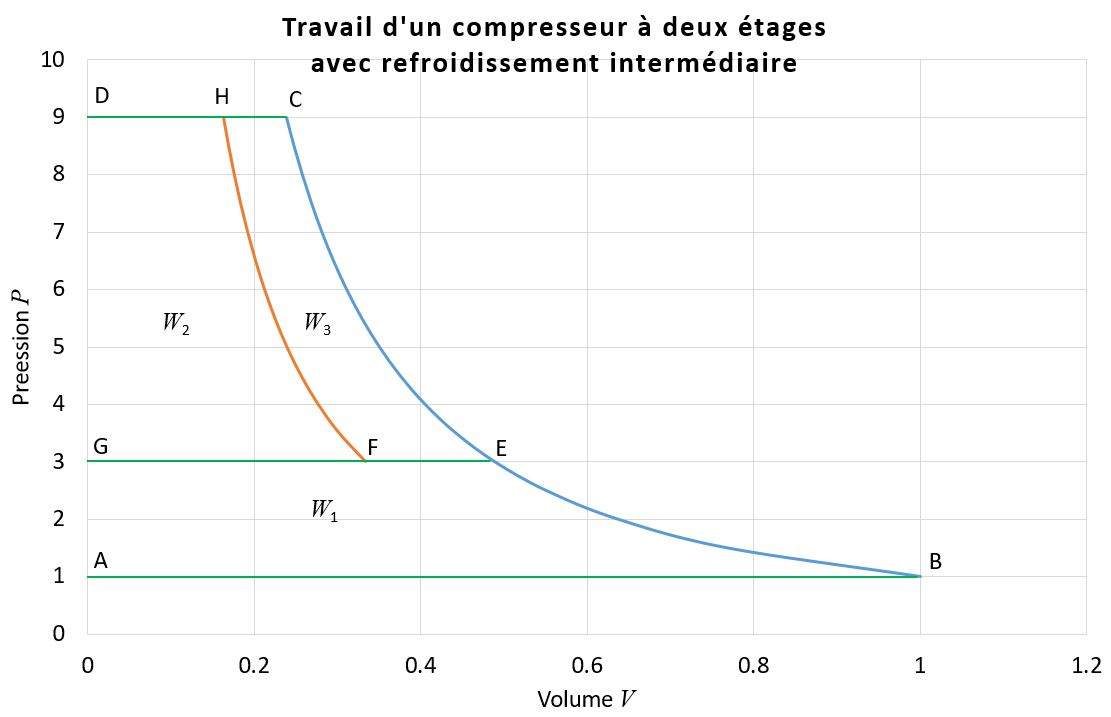
Travail d'un compresseur biétage avec refroidissement intermédiaire comparé au travail d'un compresseur monoétage produisant le même taux de compression (ici). La machine biétage permet d'économiser le travail par rapport à la machine monoétage.

La figure ci-contre montre les cycles d'un compresseur monoétage et d'un compresseur biétage avec refroidissement intermédiaire. Le cycle du compresseur monoétage passe par les points A, B, C et D, puis il revient en A. Il nécessite un travail total égal à {\displaystyle W_{1}+W_{2}+W_{3}}. Le cycle du premier étage du compresseur étagé passe par les points A, B, E et G, puis il revient en A. Il nécessite un travail égal à {\displaystyle W_{1}}. Le gaz qui sort de cet étage est refroidi avant d'entrer dans le second étage. Le cycle de ce second étage passe par les points G, F, H et D, puis il revient en G. Il nécessite un travail égal à {\displaystyle W_{2}}. Le travail total du compresseur étagé vaut {\displaystyle W_{1}+W_{2}}. La disposition à deux étages avec refroidissement intermédiaire permet d'économiser le travail {\displaystyle W_{3}} (entre les points F, E, C et H). Dans une machine étagée optimisée, les points B et F (entrées des deux étages) sont à la même température {\displaystyle T_{1}}, les points E et H (sorties des deux étages) sont à la même température {\displaystyle T_{2}}, les deux étages ont le même taux de compression (ici {\displaystyle \delta ^{1/2}=3}) et nécessitent le même travail {\displaystyle W_{1}=W_{2}}.

### Refroidissements continu et fractionné combinés
Pour un compresseur combinant  refroidissement continu (au cours des étapes de compression) et refroidissement fractionné (séparé des étages de compression), le travail est optimisé de la même façon que pour une machine adiabatique : températures d'entrée des étages égales, températures de sortie égales, progression géométrique des pressions de sortie. Dans ce cas, le travail polytropique total vaut :
Le coefficient polytropique est calculé de la même façon que pour la machine adiabatique, mais est tel que {\displaystyle 1<k<\gamma }, avec :
Comme pour la machine adiabatique, un nombre élevé d'étages {\displaystyle {\mathfrak {n}}} permet de tendre vers la transformation isotherme et améliore l'efficacité de ce type de machine.

## Notations
Alphabet latin
- {\displaystyle {\rm {e}}} l'efficacité ;
- {\displaystyle H} l'enthalpie ;
- {\displaystyle k} l'indice polytropique ;
- {\displaystyle M} la masse molaire ;
- {\displaystyle n} la quantité de matière ;
- {\displaystyle {\mathfrak {n}}} le nombre d'étages d'une machine étagée ;
- {\displaystyle P} la pression ;
- {\displaystyle Q} la chaleur ;
- {\displaystyle r=R/M} la constante spécifique du gaz[29],[30] ;
- {\displaystyle R} la constante universelle des gaz parfaits ;
- {\displaystyle S} l'entropie ;
- {\displaystyle T} la température ;
- {\displaystyle U} l'énergie interne ;
- {\displaystyle v=V/(Mn)} le volume massique ;
- {\displaystyle V} le volume ;
- {\displaystyle w=W/(Mn)} le travail massique ;
- {\displaystyle W} le travail ;

Alphabet grec
- {\displaystyle \gamma } le coefficient de Laplace ;
- {\displaystyle \delta } le taux de compression ou de détente ;
- {\displaystyle \eta } le rendement ;
- {\displaystyle \mu } le potentiel chimique.